# Pont rectificador

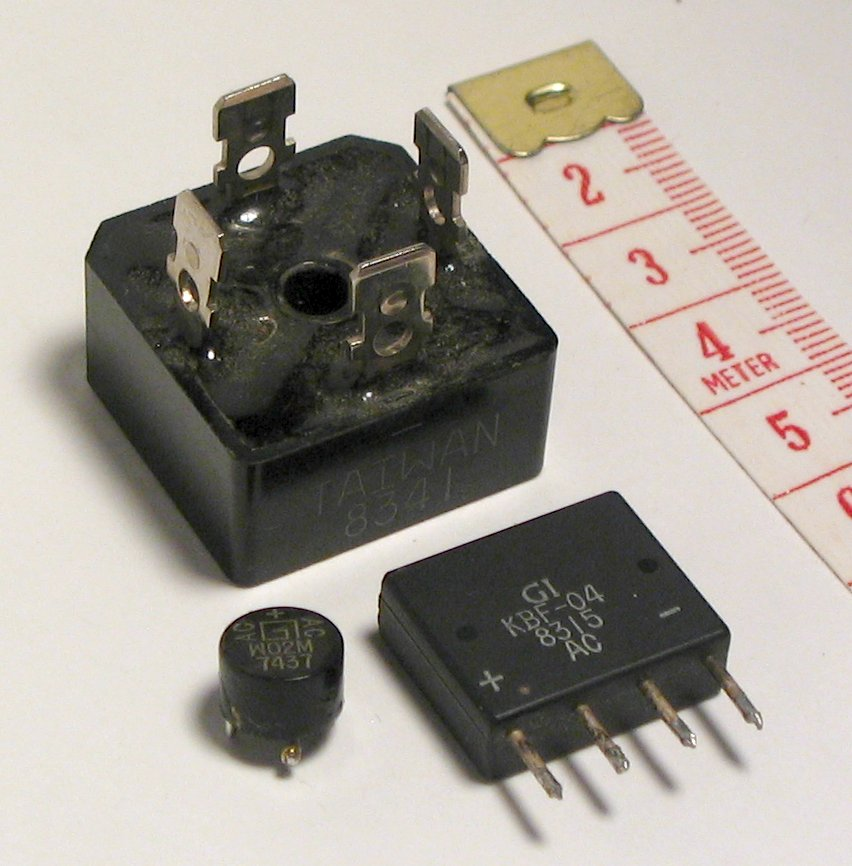
Tres ponts rectificadors.

Esquema d'un pont rectificador

El pont rectificador és un circuit electrònic que serveix per convertir corrent altern en corrent continu. També és conegut com a circuit o pont de Graetz, en referència al seu creador, el físic alemany Leo Graetz (1856-1941).
Consisteix en quatre díodes comuns, un condensador i un díode zener. El paper dels quatre díodes comuns és fer que el corrent elèctric vagi en un sol sentit, actuant dos díodes per semiperíode, mentre que la resta de components tenen com a funció estabilitzar el senyal.
